# Strategia di una vendetta
Strategia di una vendetta (Buried Alive), noto anche come Sepolto vivo, è un film per la televisione del 1990 diretto da Frank Darabont.

## Trama
Clint Goodman è un imprenditore di successo che vive con sua moglie Joanna ed il suo cane Duke; tuttavia Joanna è insofferente della sua nuova vita dopo essersi trasferita con il marito nel suo tranquillo paese natale e ha una relazione segreta con il medico locale, Cortland van Owen. I due cospirano per uccidere Clint, vendere le sue proprietà, fuggire a Beverly Hills con il denaro ricavato per acquistare una clinica e ricominciare una nuova vita. Cortland dà a Joanna del veleno, estratto da un pesce tropicale, per uccidere il marito; quella sera a cena con Clint, Joanna inizia ad avere dei ripensamenti, ma decide infine di proseguire con il piano e aggiunge il veleno nel bicchiere del marito. Dopo aver bevuto il vino avvelenato, Clint ha un infarto e sembra morire, ma mentre il suo corpo è all'obitorio, mostra segni di vita (infatti il vino ha parzialmente diluito la dose di veleno, che non è stata letale). Tuttavia, Joanna ordina che a Clint venga dato un funerale veloce, saltando il processo di imbalsamazione e scegliendo per lui una bara economica e danneggiata.
Clint, sopravvissuto all'avvelenamento, si risveglia sepolto vivo quella notte stessa. Dopo aver sfondato la bara dall'interno grazie alla pioggia che ne ha ammorbidito ulteriormente il legno ed essere fuggito dalla sua tomba, torna a casa e scopre la verità sulla moglie e Cortland; inoltre, mentre si nasconde nel seminterrato per riprendersi, Clint sente per caso che Joanna era rimasta incinta e che lei e l'amante hanno abortito segretamente il figlio.
Il giorno dopo al cimitero viene scoperta la tomba profanata; lo sceriffo Sam Eberly, amico di Clint, osservando la bara vuota e distrutta, capisce che lo squarcio è stato fatto dall'interno e comincia ad intuire che c'è qualcosa che non quadra nella vicenda.
Nel frattempo Clint, che ha deciso di vendicarsi, rinchiude la moglie e in seguito il suo amante in cantina, per poi modificare l'assetto della casa in modo da trasformarla in un labirinto intricato e senza luci; infine libera i due cospiratori per spingerli verso una trappola.
Mentre percorrono a tentoni i corridoi del labirinto, Joanna e il medico vengono separati. Clint sorprende Cortland, facendolo cadere su una siringa piena dello stesso veleno usato contro di lui dopo che questi, scambiandolo inizialmente per Eberly a causa del buio, ha cercato inutilmente di corromperlo; infatti il medico, che in realtà era un truffatore, aveva portato con sé la siringa per uccidere Joanna e scappare ai tropici con i soldi. Joanna invece, costretta ad infilarsi in un passaggio che diventa sempre più stretto, si vede chiudere la strada sia di fronte che alle spalle; udendo improvvisamente la frase "come un topo nella trappola", la donna capisce chi è l'artefice di tutto e che il cunicolo in cui si trova rinchiusa in realtà è una bara. Dopo aver chiesto a Joanna il sesso del bambino abortito, Clint chiude nella bara insieme alla moglie anche il cadavere di Cortland ed il milione e mezzo di dollari ricavato dalla vendita dei suoi beni. Caricata la cassa sul furgone, Clint dà fuoco alla casa e torna con Duke al cimitero, dove sotterra la bara nella tomba a suo nome. A lavoro ormai concluso giunge lo sceriffo Sam il quale, avendo capito tutto, finge di non riconoscere Clint e lo esorta a non tornare mai più, promettendogli indirettamente di mantenere il suo segreto.
Alla fine Sam, Clint e Duke vanno via dal cimitero mentre Joanna, rinchiusa e sepolta viva nella bara con il cadavere di Cortland e il denaro, grida disperatamente aiuto.

## Sequel
Nel 1997 seguì un sequel per la televisione, intitolato Morte apparente (Buried Alive II).